# 劍山號列車
劍山（日语：／ Tsurugisan */?）號列車是由四國旅客鐵道（JR四國）運行於德島站至阿波池田站之間的特急列車，途經高德線、德島線、土讚線。
本條目將會記載過往運行於德島線的優等列車變遷。

## 概要
特急「劍山」是在1996年3月16日開設。「劍山」是由行走於德島站至阿波池田站之間的急行「吉野川」（日语：／）升級至特急而成，當初設有3往返班次。在德島線優等列車中，1985年「吉野川」由6往返班次減至2往返班次，為了與德島自動車道的汽車與巴士進行競爭，改善了德島線的走線形，以及引入新特急型車輛185系柴油列車，以達到提速效果。
在開始運行時，「劍山」部分班次會駛入土讚線高知站，後來由於土讚線內，Kiha185系2000系柴油列車兩者之間的速度差別，因此「劍山」在2000年起不再駛入高知站。而「劍山」開始運行時，「吉野川」還剩下1往返班次。在1998年至1999年之間，德島站至阿波池田站之間設有特急「蓼藍」。在1999年起，德島線的優等列車統一為「劍山」，同時JR四國內定期運行的急行列車也被消滅。隨後，德島站至阿波池田站之間的特急列車中，截至2011年前設有6往返班次。在2005年黃昏下班放學時段，開設了來往穴吹站的1返往班次。
另外，牟岐線的優等列車中，截至1996年，高德線特急「渦潮」中3往返班次駛入至牟岐線。隨後於1998年，這3往返班次中的1.5往返班次於德島站分割運行區間，並與「劍山」整合，使「劍山」駛入至牟岐線和阿佐海岸鐵道阿佐東線。在翌年「渦潮」不再駛入牟岐線，牟岐線優等列車中設有「劍山」與只於牟岐線內運行的特急「室戶」2特急路線。在2009年3月14日，為了防止乘客在德島站誤乘，德島線駛入至牟岐線的「劍山」班次改名為「室戶」。在2011年3月後，不再駛入阿佐東線。另一方面，牟岐線駛入至德島線的仍然以「劍山」的特急列車名稱運行。在2014年3月15日時間表修正中，「室戶」不再駛入德島線，「劍山」不再駛入至牟岐線，兩列車的運輸系統完全分離。
關於列車名稱由來，「劍山」是來自德島線沿線的其中一座名為劍山的山峰，該名稱由公開招募而決定。而臨時特急「蓼藍」是來自德島線沿線的特產「阿波藍」而來。

## 運行概況
截至2016年3月26日，德島站至阿波池田站之間設有下行7班，上行6班（1至13號）班次。在列車編號中，為號數+4000D。

### 停車站
德島站－藏本站－（石井站）－鴨島站－（阿波川島站）－阿波山川站－穴吹站－貞光站－阿波加茂站－阿波池田站
- 下行5號、上行6、10號通過石井站。
- 10號通過阿波川島站。

### 使用車輛與編成
「劍山」是使用由高松運輸所所屬的KiHa185系柴油列車2或4卡編成。列車只有普通車廂。基本上2卡編成的列車中，1號車廂部分座位為座位指定席，而9、11、12、13號為全車自由席。
另外，使用2卡編成的2往返班次（下行5、7號，上行8、10號）中，車廂編號為1、3號車廂。在週末與多客時期，以上班次會增加連結2號車廂「悠悠麵包超人車」（指定席）。在增加連結情況下，車頭標誌中改為麵包超人圖像。悠悠麵包超人車在MARS系統上為另一列列車，列車名為「劍山（麵包超人）○號」。

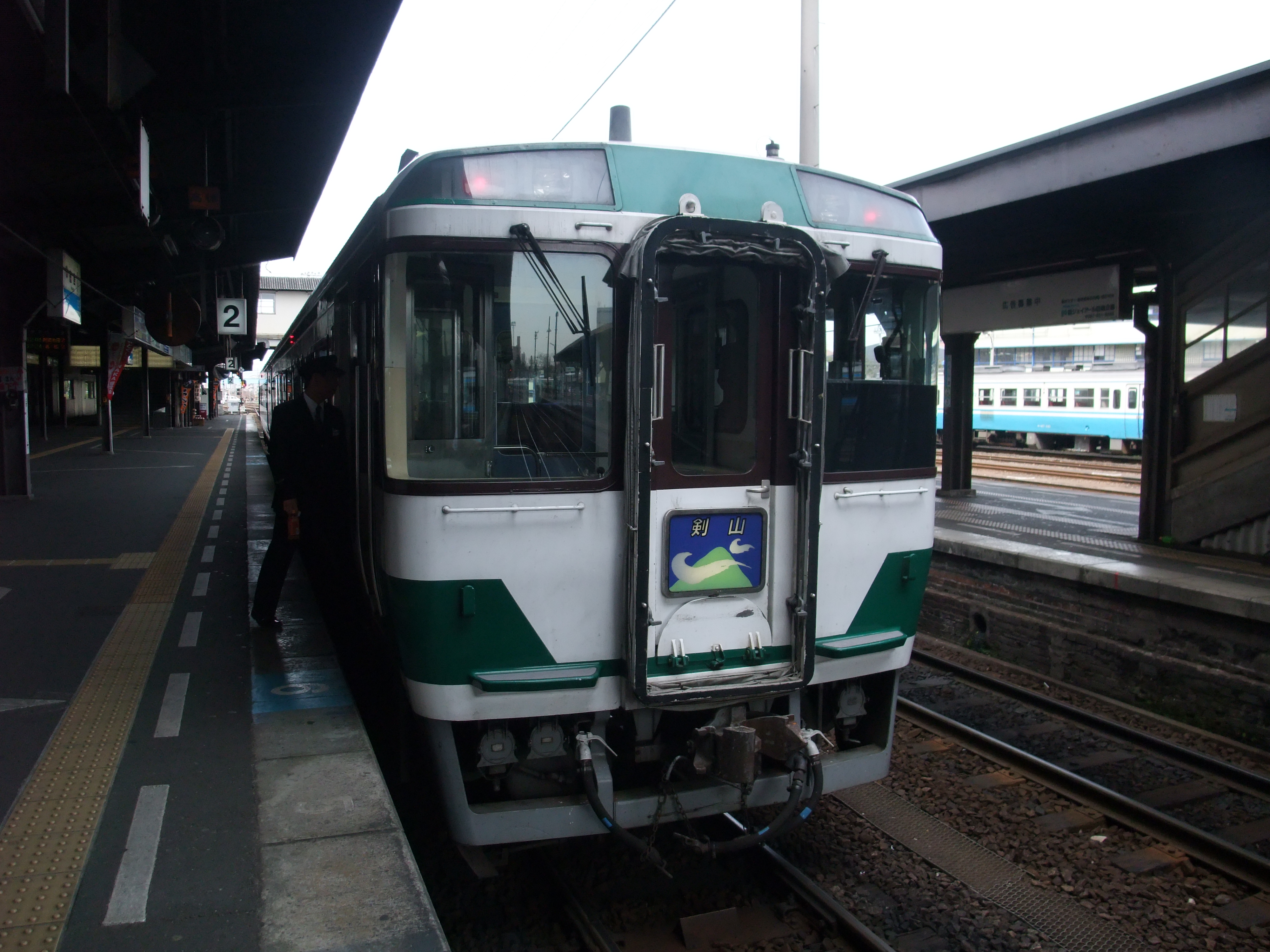
國鐵色的「劍山」 （2009年3月11日 德島站）
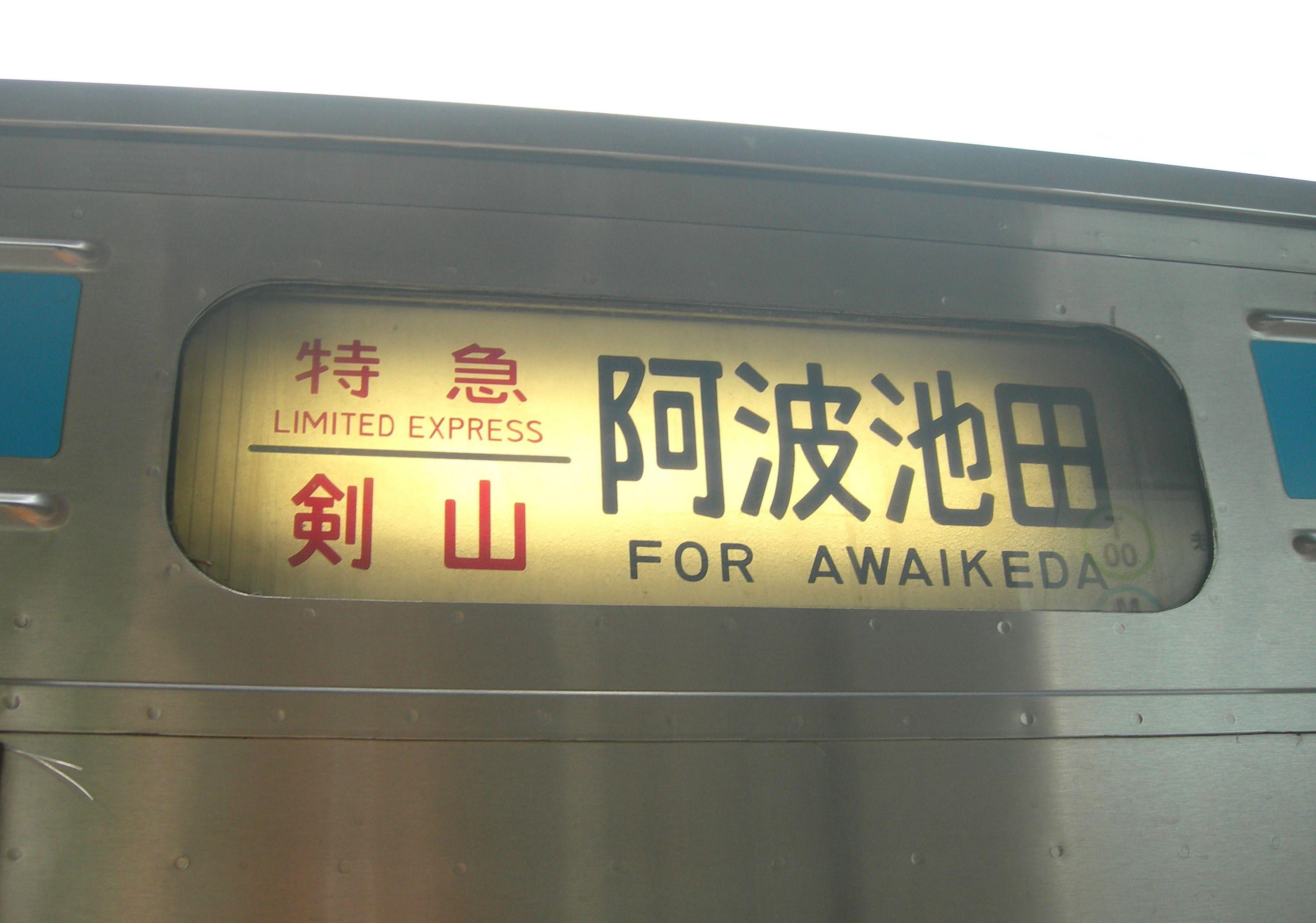
「劍山」方向幕

## 德島線優等列車變遷
關於德島本線、德島線優等列車歷史，可從太平洋戰爭後，日本戰後經濟奇蹟期間開始運行。首條行走於德島線上的優等列車是來往小松島港站－德島站－高知站之間的準急列車「阿佐」「吉野川」。在部分時期，「阿佐」1往返班次會與松山站「石鎚」結併，後來取消此安排。「阿佐」的起終點站小松島港站可轉乘本四航線，本四航線由關西汽船、阿波國共同汽船、南海汽船聯營。航線連接大阪、神戶、和歌山－小松島。使德島線優等列車與航線在小松島港轉乘，連接阪神、和歌山至琴平、高知方向的重要路線。但是，在山陽新幹線啟用後，此路線變得次要，後來「吉野川」不再駛入高知，而小松島線廢止時，「吉野川」也同時減班。使德島線的運輸形態變為德島縣內地區運輸服務。另一方面，隨著連接本州與四國之間，途經淡路島的高速公路與橋樑，以及四國內的高速公路（德島自動車道等）開始啟用，德島線也運行改善走線工程，使本四連絡路線中德島線，再次新設優等列車特急「劍山」。而明石海峽大橋開通時，特急「蓼藍」也開始營運。隨後，「吉野川」繼續減班，改為增加「劍山」，直至現時，只有「劍山」在德島線內行走。

### 國鐵時代
- 1962年（昭和37年）：開設來往小松島線小松島港站－高知站之間的準急列車「阿佐」（日语：／），共有2往返班次。當中1往返班次與來往多度津站的編成連結。
- 1963年（昭和38年）：「阿佐」來往多度津站的編成延長至予讚本線松山站。名稱改為「石鎚」。同時，開於來往德島站至高知站之間的準急列車「吉野川」，共有1往返班次。使德島高知之間的優等列車共有毎日3往返班次。
- 1966年（昭和41年）：「阿佐」「石鎚」「吉野川」升級至急行列車。
- 1968年（昭和43年）：「阿佐」與「吉野川」整合。「吉野川」增加至6往返班次。
  - 德島站至小松島港站之間降級至快速列車。德島站至松山站之間的「石鎚」廢止。
- 1969年（昭和44年）：「吉野川」增加1往返班次。共有7往返班次。
- 1980年（昭和55年）：「吉野川」不再駛入高知站，減至6往返班次。
- 1985年（昭和60年）：「吉野川」削減2往返班次。隨著小松島線廢止，1往返班次於牟岐線南小松島站出發或到達。
- 1986年（昭和61年）：「吉野川」只於德島站至阿波池田站之間運行。

### 民營化後
- 1996年（平成8年）3月16日：德島線高速化（最高行駛速度110km/h）工程完成，開設特急「劍山」，共有3往返班次（1往返班次為德島站至高知站之間，2往返班次為德島站至阿波池田站之間），「吉野川」只有1往返班次。當時德島線所有快速列車取消。
- 1997年（平成9年）：在部分時期部分班次延長至土讚線窪川站。
- 1998年（平成10年）3月14日：「劍山」開好駛入至牟岐線海部站、阿佐海岸鐵道甲浦站。並增加1往返班次至4往返班次。「吉野川」的使用車輛由Kiha58、Kiha65系改為Kiha185系[2]。同時，開設臨時特急列車「蓼藍」，來往德島站至阿波池田站之間，為繪畫列車，共有3往返班次，毎日運行。
  - 「蓼藍」使用Kiha185-1002+Kiha185-12專用車輛，在車頭繪畫了貉的面孔，側邊繪畫了女性正在跳阿波舞的剪影，在車內天井與車內地板也塗上色彩。在開始運行日時，於德島站舉行了包括跳阿波舞的紀念儀式。在專用車輛終束運行後，列車車身回復使用JR四國色。
- 1999年（平成11年）3月13日：「吉野川」、「蓼藍」整合至「劍山」，共設有6往返班次（2往返班次駛入高知站）[1]。
  - 「吉野川」尾班列車使用了キハ58形（日语：国鉄キハ58系気動車）+Kiha65形（日语：国鉄キハ65形気動車），該列車長久以來服務德島線優等列車班次。當日舉行了紀念儀式。在此之後，JR四國內再沒有定期急行列車班次。在急行廢止後，阿波加茂站和藏本站成為特急列車停車站。

### 2000年代
- 2000年（平成12年）3月11日：「劍山」不再駛入高知站，所有列車於阿波池田站出發。同時新設特別急行票的通算制度。
- 2001年（平成13年）10月1日：所有特急班次停藏本站、阿波加茂站。部分特急列車停阿波川島站。
- 2005年（平成17年）3月1日：「劍山」來往德島站至穴吹站之間增加1往返班次。同時，部分特急列車停石井站。
- 2008年（平成20年）3月15日：「劍山」所有車廂禁凐。暫停駛入阿佐東線[3]。
- 2009年（平成21年）
  - 3月14日：從阿波池田出發前往海部的1班列車改名為「室戶」（為了於德島站錯誤乘車）[4]。
  - 12月1日：再次直通至牟岐線、阿佐東線，下行1班改在甲浦站出發。

### 2010年代
- 2011年（平成23年）3月12日：下行1班從甲浦站出發的列車改於阿南站出發。同時，不再駛入阿佐東線[5]。
- 2012年（平成24年）3月17日：下行1班從阿南站出發的列車改於德島站出發[6]。
- 2014年（平成26年）3月15日：下行1班從牟岐站出發的列車改於德島站，使所有班次於德島站出發。同時，從阿波池田站出發前往牟岐站的1班「室戶」於德島站系統分割。使德島線內只有「劍山」列車。「劍山」不再駛入牟岐線，「室為」不再駛入德島線[7]。
- 2016年（平成28年）3月26日：下行1班次於穴吹站為終站的列車延長至阿波池田站[8]。從穴吹站出發的上行1班列車廢止。

### 2020年代
- 2020年（令和2年）4月10日：由於發生2019冠狀病毒病，使乘客量減少，「劍山5、8號」，在4月29日起，「劍山7、10號」，共2往返班次暫停服務。在日本黄金周期間（5月2日至5月6日），「劍山3、6、11號（11號只於5月2日至5月5日）」暫停服務[9]。

## 注腳
1. 1 2  . 鐵道雜誌 (鐵道雜誌社). 1999-04, 33 (4): 78–79.
2. ↑  鐵道迷 1998年6月號 120頁
3. ↑   (新闻稿). 四國旅客鐵道. 2007-12-20  [2007-12-23]. （原始内容存档于2007-12-23）.
4. ↑   (新闻稿). 四國旅客鐵道. 2008-12-19  [2008-12-22]. （原始内容存档于2008-12-22）.[]
5. ↑   (新闻稿). 四國旅客鐵道. 2010-12-17  [2010-12-20]. （原始内容存档于2010-12-20）.
6. ↑   (新闻稿). 四國旅客鐵道. 2011-12-16  [2011-12-17]. （原始内容存档于2011-12-17）.
7. ↑   (新闻稿). 四國旅客鐵道. 2013-12-20  [2013-12-25]. （原始内容存档于2013-12-25）.
8. ↑   (PDF) (新闻稿). 四國旅客鐵道. 2015-12-18  [2016-06-26]. （原始内容存档 (PDF)于2015-12-22）.
9. ↑  . www.jr-shikoku.co.jp.   [2020-04-23].[]